# Habersche Regel
Die Habersche Regel ist eine in der Toxikologie verwendete mathematische Beziehung zwischen der Konzentration eines Giftstoffes und der Dauer der Verabreichung, beziehungsweise Exposition, dieses Giftes. Die Habersche Regel ist nach dem deutschen Chemiker Fritz Haber benannt, der diese Dosis-Dauer-Beziehung erstmals bei der Einwirkung von Giftgasen, unter anderem Phosgen, aufstellte.

## Konzentration × Dauer = konstant

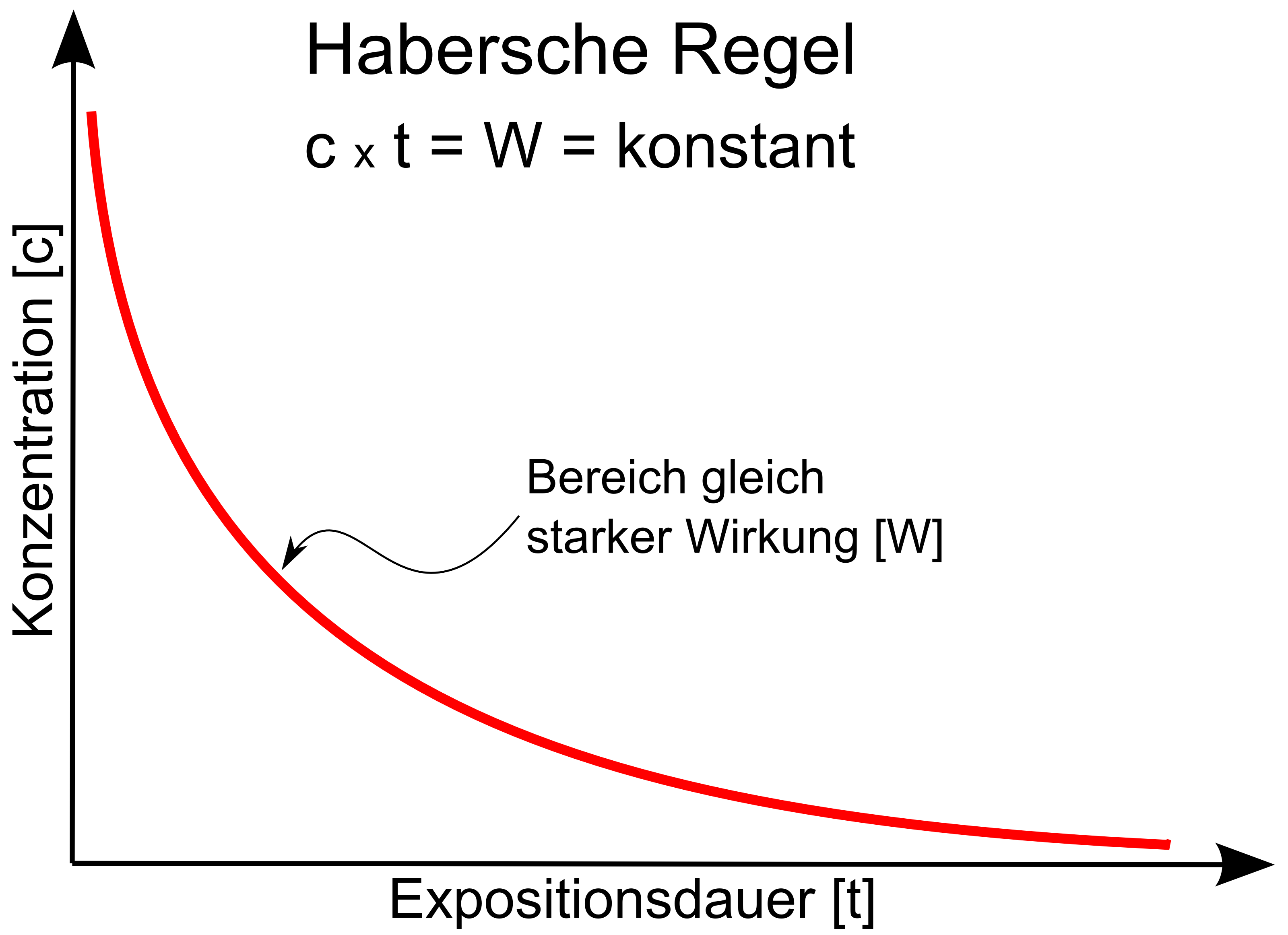
Abb. 1 Grafische Darstellung der Haberschen Regel

Die biologische Wirkung (k) eines Stoffes ist ein Produkt aus der Konzentration (c) und der Dauer der Exposition (t):
{\displaystyle c\times t=w}
Gemäß der Haberschen Regel ist die biologische Wirkung konstant und hat die Einheit: {\displaystyle mg\times min/m^{3}}.
Die biologische Wirkung kann eine Erkrankung (beispielsweise Krebs) oder der Tod des exponierten Lebewesens sein. Ist die Exposition des Giftstoffes in der Hälfte der Fälle tödlich, heißt die biologische Wirkung Habersches Tödlichkeitsprodukt.
Mit anderen Worten besagt die Habersche Regel, dass identische Produkte von Konzentration und Dauer der Verabreichung dazu führen, dass die gleiche Wirkung eintritt. Das heißt, dass bei ständiger Zufuhr einer unterschwellig toxischen Dosis die Giftigkeit mit der Zeit ansteigt.
Im Diagramm (siehe Abbildung 1) mit linear skalierten Achsen ergibt sich die hyperbolische Kurvenform. In doppeltlogarithmischer Darstellung dagegen eine Gerade.
In der angelsächsischen Fachliteratur sind die Begriffe Haber's Law und Haber's Rule für die Habersche Regel gebräuchlich.

## Beispiele
Beispiele für die Gültigkeit und Anwendbarkeit der Haberschen Regel sind das Tabakrauchen mit der Wirkung Lungenkrebs und die Einwirkung ionisierender Strahlungen auf Körpergewebe (Ultraviolettstrahlung → Hautkrebs).

## Einschränkungen
Bei den Kriterien für die Einstufung von Stoffen als akut toxisch schränkt REACH den Geltungsbereich der Haberschen Regel auf die Expositionszeiten unterhalb einer Stunde ein in dem zur Umrechnung des 60 min-LD-50 auf den 240 min-LD-50 der 60 min-LD-50 mit dem Faktor zwei statt mit vier zu multiplizieren ist.
Bei den Arbeitsplatzgrenzwerten (AGW) gilt gemäß der TRGS 900 die Habersche Regel in einer Zeitspanne die durch die Höhe des Überschreitungsfaktors bestimmt wird. Dabei wird von einer Kurzzeit-Exposition von 15 Minuten ausgegangen. Maximal möglich ist Zeitspanne von 15 bis 120 Minuten, die mit einem Überschreitungsfaktor von acht gebildet wird. Bei einem Überschreitungsfaktor von eins gibt es demnach keine Zeitspanne bei dem die Habersche Regel gilt. Das hat den Hintergrund, dass sie nur bei irreversiblen Wirkungen von Summationsgiften (auch Kumulationsgifte oder c·t-Gifte genannt) wie beispielsweise Blei, Quecksilber und allen krebserzeugenden Stoffen anwendbar ist. Bei lebenswichtigen Spurenelementen, wie beispielsweise Selen oder Zink, versagt die Regel bei niedrigen Konzentrationen völlig. Bei Konzentrationsgiften, wie beispielsweise Kohlendioxid, ist die Habersche Regel ebenfalls nicht anwendbar.